# عمليق بن لاوذ
عملاق أو عمليق بن لاوذ بن إرم بن سام بن نوح، هو أول من تكلم العربية القديمة، وهو أبو العماليق.